# La Gorce Peak
La Gorce Peak (in lingua inglese: Picco La Gorce) è un prominente picco antartico, alto 822 m, situato 15 km a sudovest del Mount Josephine, all'estremità meridionale dei Monti Alessandra, in Antartide. 
Il picco è stato scoperto nel febbraio 1929 nel corso della prima spedizione antartica dell'esploratore polare Byrd e dallo stesso Byrd denominato in onore di John Oliver La Gorce, editore del National Geographic.